# Unterseeboot 528
L'Unterseeboot 528 (ou U-528) est un sous-marin allemand utilisé par la Kriegsmarine pendant la Seconde Guerre mondiale

## Historique
Après sa formation à Stettin dans la 4. Unterseebootsflottille jusqu'au 31 mars 1943, l'U-528 est affecté à une unité de combat à la base sous-marine de Lorient dans la 10. Unterseebootsflottille.
Lors d'une attaque du convoi ON(S) le 28 avril 1943, son escorte endommage l'U-528 qui est forcé d'abandonner sa patrouille et doit faire route vers la France.
L'U-528 est coulé le 11 mai 1943 dans l'Atlantique nord au sud-ouest de l'Irlande à la position géographique de 46° 55′ N, 14° 44′ O par des charges de profondeur lancées d'un bombardier britannique Handley Page Halifax de l'escadrille Sqdn 58/D, ainsi que par des charges de profondeurs lancées du sloop britannique HMS Fletwood.
 
11 hommes d'équipage meurent dans cette attaque. Il y a 45 survivants, au nombre desquels Reimar Lüst (1923-2020), astrophysicien.

## Affectations successives
- 4. Unterseebootsflottille du 16 septembre 1942 au 31 mars 1943
- 10. Unterseebootsflottille du 1er avril 1943 au 11 mai 1943

## Commandement
- Kapitänleutnant Karl-Heinz Fuchs du 19 septembre 1942 au 19 décembre 1942
- Oberleutnant Georg von Rabenau du 19 septembre 1942 au 11 mai 1943

## Navires coulés
L'U-528 n'a ni coulé, ni endommagé de navire au cours de l'unique patrouille qu'il effectua.